# Spiraea alaschanica
Spiraea alaschanica är en rosväxtart som beskrevs av Yi Zhi Zhao och T.J.Wang. Spiraea alaschanica ingår i släktet spireor, och familjen rosväxter. Inga underarter finns listade i Catalogue of Life.